# Lin Tzu-yu
Pour les articles homonymes, voir Lin.
Dans ce nom chinois, le nom de famille, Lin, précède le nom personnel Tzu-yu.
Lin Tzu-yu (chinois traditionnel : 林姿妤 ; pinyin : Lín Zīyú), née le 23 juin 2000, est une pongiste handisport taïwanaise.

## Biographie
Lin Tzu-yu naît le 23 juin 2000, et grandit dans la municipalité de Taichung.
Elle commence la pratique du tennis de table dès l'école primaire, bien que ses performances soit freinées par sa petite taille. Elle étudie ensuite à l'université nationale de Kaohsiung (en),.
Alors qu'elle étudie en deuxième année à l'université, elle est impliquée dans un accident de la route, et subit une déchirure du ligament de la main droite, avec pour conséquence une perte partielle de la mobilité de son poignet, ; après une année, elle surmonte sa blessure et décide de poursuivre la pratique sportive en se tournant vers le tennis de table handisport. Jouant avec la main gauche pendant les trois années de rééducation, elle reprend par la suite le jeu avec sa main droite.
Elle performe en 2018 en épreuve double, avec deux médailles de bronze aux championnats du monde et une médaille d'argent aux Jeux para-asiatiques.
L'année suivante, elle est sacrée championne d'Asie en double dames.
Lin prend part à ses premiers Jeux paralympiques à Tokyo en 2021.
À l'occasion des Jeux para-asiatiques de 2022, disputés en 2023, elle récolte trois médailles d'argent en double dames, et d'or en épreuve double mixte ainsi qu'en individuel contre sa partenaire de double,.
Aux Jeux paralympiques de Paris 2024, elle se hisse jusqu'en finale en épreuve du double dames avec sa partenaire Tian Shiau-wen, remportant la médaille d'argent.

## Palmarès

### Jeux paralympiques
- Médaille d'argent du double dames aux Jeux paralympiques d'été de 2024 (classe WD20)

### Championnats du monde
- Médaille de bronze du double dames aux championnats du monde de 2018 (classe 20)
- Médaille de bronze du double mixte aux championnats du monde de 2018 (classe 20)

### Jeux para-asiatiques
- Médaille d'or du simple dames aux Jeux para-asiatiques de 2022[note 1] (classe 10)
- Médaille d'or du double mixte aux Jeux para-asiatiques de 2022[note 1] (classe 17-20)
- Médaille d'argent du double dames aux Jeux para-asiatiques de 2018 (classe 8-10)
- Médaille d'argent du double dames aux Jeux para-asiatiques de 2022[note 1] (classe 20)

### Championnats d'Asie
- Médaille d'or du double dames aux championnats d'Asie de 2019 (classe 10)